# Man, Next Natural Girl: 100 Nights in Yokohama
Pour plus de détails, voir Fiche technique et Distribution.
Man, Next Natural Girl: 100 Nights In Yokohama (天然少女萬NEXT　横浜百夜篇, Tennen shōjo Man next: Yokohama hyaku-ya hen) est un téléfilm japonais réalisé par Takashi Miike et sorti en 1999.
Il s'agit d'une adaptation d'un manga de Tetsuya Koshiba et d'une suite  à la mini-série Man, A Natural Girl du même réalisateur.

## Synopsis
un vampire cherche a seduire les jeunes demoiselles.

## Fiche technique
- Titre : Man, Next Natural Girl: 100 Nights In Yokohama
- Titre original : 天然少女萬NEXT　横浜百夜篇, Tennen shōjo Man next: Yokohama hyaku-ya hen
- Réalisation : Takashi Miike
- Scénario : Itaru Era et Yuuji Ishida d'après un manga de Tetsuya Koshiba
- Photographie : Hideo Yamamoto
- Production : Yuuji Ishida, Yasuhiro Kitsuda, Nobuaki Murooka et Wataru Tanaka.
- Musique :  Kôji Endô
- Maquillage : Masarô Fukuda, Yuuichi Matsui, Fumihiro Miyoshi, Miyuki Yamaguchi
- Effets spéciaux : Makoto Funabashi
- Durée : 160 minutes / 202 minutes
- Pays d'origine : Japon
- genre : horreur
- interdit aux moins de 12 ans

## Distribution
- Ayana Sakai : Man Kōda
- Takashi Nagayama as Yuuya Narui
- Chiaki Ichiba : Riona Mishima
- Erika Yamakawa : Chiaki Amamiya
- Eri Nomura : Maki Nishida
- Chikako Ōba : Yukari Eda
- Shiori : Maria Kanzaki
- Aya Makinoda : Azumi Takizawa
- Sayaka Kamiya : Sena
- Hitomi Oota : Ayumi
- Yuuki Fukuzono : Kenjirō
- Tomonori Masuda : Satoshi
- Kazuhiro Sakai : Taichi
- Sara Matsuzaka : Minako
- Megumi Yasu : Eimi
- Yuuko Arai : Kasumi
- Chika Kaidu : Rei
- Kenta Kiritani : Hideki
- Kaz : Sakakibara
- Shingo Tsurumi : le missionnaire barbu
- Tenmei Kano : Eda Isao
- Tomoshi Uno : Akira
- Michisuke Kashiwaya : Haruki
- Shirō Sakamoto : DJ
- Hassei Takano
- Kazumi Kamiizumi
- Takehiko Tsuno
- Shuuto Tsuji
- Takahiro Araki
- Daisuke Nakagawa
- Takaomi Maeda
- Takashi Iwaki
- Yuuki Nishio
- Yuuki Sakamoto
- Hiromi Watanabe La mère de Taichi
- Tenha Yokomori : Taichi bébé
- Brian J. Collins
- Keith E. Deans : Alien
- Mathias Johansson : Alien
- Hisako Matsuhisa : la femme enceinte
- Yukie Watanabe : la mère de Yuuya
- Shun Sakuma : Little Yuuya
- Asami Suzuki
- Hiroki Takano
- Tsunemitsu Goseki
- Kenjō Matsūra
- Kenichirō Tamayori
- Yoshio Nakamura
- Shun Hirosawa
- Hiroo Sawa
- Masaki Kanō
- Tomo
- Takashi Shiraki
- Hirofumi Fukuzawa
- Shin Itō
- Keizō Yabe
- Isao Karasawa